# Вершниця (колонія)
Вершниця (Вершниця-Нова, пол. Wiersznica, рос. Вершница, Вершница-Новая) — колишня колонія у Романівецькій волості Новоград-Волинського повіту Волинської губернії та Чижівській сільській раді Новоград-Волинського району і Новоград-Волинської міської ради Волинської округи і Київської області.
Лютеранське поселення, лежало північно-західніше м. Житомир, за 18 км від Новограда-Волинського. Належало до лютеранської парафії Новограда-Волинського. Була школа.

## Населення
Наприкінці 19 століття в колонії проживало 220 мешканців, дворів — 23, у 1906 році — 280 жителів, дворів — 38, у 1910 році — 356 осіб.
Станом на 1923 рік нараховано 169 мешканців, дворів — 32.

## Історія
Наприкінці 19 століття існували колонія та урочище у Романовецькій волості Новоград-Волинського повіту. Колонія лежала за 16 верст від повітового центру, урочище — за 12 верст. В урочищі налічувався 1 двір та 5 жителів.
У 1906 році — колонія Романовецької волості (2-го стану) Новоград-Волинського повіту Волинської губернії. Відстань до повітового центру, м. Новоград-Волинський, становила 12 верст, від волосного центру, с. Романівка — 22 версти. Найближче поштово-телеграфне відділення розміщувалося у Новограді-Волинському.
У 1923 році включена до складу новоствореної Чижівської сільської ради, яка, 7 березня 1923 року, увійшла до складу новоутвореного Новоград-Волинського району Житомирської (згодом — Волинська) округи. Розміщувалася за 12 верст від районного центру, м. Новоград-Волинський, та 2 версти — від центру сільської ради, с. Чижівка. 1 червня 1935 року, в складі сільської ради, включена до приміської смуги Новоград-Волинської міської ради Київської області.
Знята з обліку населених пунктів до 1 жовтня 1941 року.